# روبرت جون
روبرت جون (بالإنجليزية: Robert John)‏ هو مصور أمريكي، ولد في 10 نوفمبر 1961.

## وصلات خارجية
- روبرت جون على موقع IMDb (الإنجليزية)
- روبرت جون على موقع قاعدة بيانات الفيلم (الإنجليزية)